# Střelba na Filozofické fakultě Univerzity Karlovy
Střelba na Filozofické fakultě Univerzity Karlovy se odehrála ve čtvrtek 21. prosince 2023 odpoledne v sídle fakulty na náměstí Jana Palacha v Praze.
Jednalo se o útok aktivního střelce, který si vyžádal 14 obětí a 25 zraněných, sám útočník (student fakulty)pak spáchal sebevraždu. Počtem obětí se útok stal nejhorší masovou střelbou v moderních dějinách samostatného Česka a jednou z nejtragičtějších střeleb v Evropě. Vláda týž den vyhlásila na sobotu 23. prosince státní smutek, řada adventních akcí byla zrušena nebo došlo k úpravě programu, fakulta do konce semestru zrušila výuku.

## Průběh činu

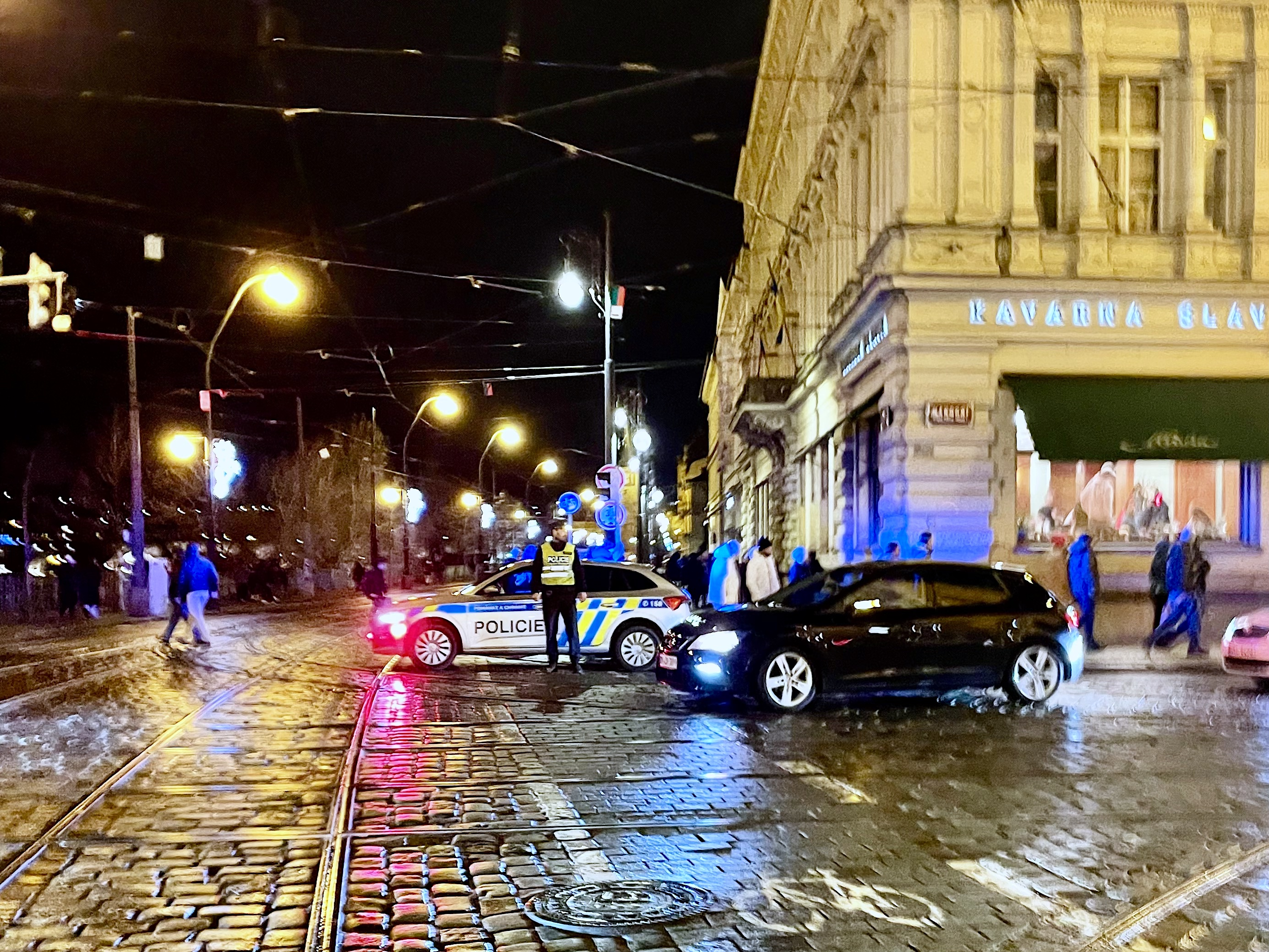
Policie během střelby postupně uzavřela velkou část centra Prahy. Na fotografii uzavírka Smetanova nábřeží několik hodin po incidentu

Dne 21. prosince 2023 krátce po poledni obdržela matka (podle jiných zdrojů kamarádka) 24letého studenta Filozofické fakulty Univerzity Karlovy (FF UK) krátkou textovou zprávu, ve které vyjádřil sebevražedné myšlenky. Byla informována Zdravotnická záchranná služba Středočeského kraje, která toto oznámení ve 12.19 předala Policii ČR. Policisté si vyžádali lokalizaci studentova mobilního telefonu a vyjeli do místa jeho bydliště v Hostouni, kde vzápětí v rodinném domě nalezli zavražděného jeho otce. Pyrotechnická prohlídka později zjistila, že se v domě nacházel nástražný výbušný systém ve formě kanystrů s benzínem, plynových lahví a fénu s časovačem – policejní pyrotechnik celý systém odpojil a zajistil, následné vyšetřování pak zjistilo, že k iniciaci systému by zřejmě nedošlo díky bezpečnostním ochranným prvkům spotřebičů.
Pachatel mezitím krátce po 12. hodině odjel autobusem do Prahy, tam ze stanice metra Nádraží Veleslavín na lince A dojel do stanice metra Staroměstská, která se nachází přímo vedle sídla FF UK.
Ve 13.15 policie vyhlásila celostátní pátrání po podezřelém z vraždy, který pravděpodobně jede do Prahy a přesunuje se veřejnou dopravou. Policisté ze Středočeského kraje varovali pražskou policii před ozbrojeným podezřelým, který se může pohybovat na FF UK. Podle záznamu kamery se podezřelý nacházel ve stanici metra Staroměstská ve 13.20, do sídla FF UK na náměstí Jana Palacha dorazil s objemným kufrem ve 13.23 a následně se na toaletách ve 4. patře zhruba půldruhé hodiny připravoval na útok. Policejní hlídka dorazila do téže budovy pouze o minutu později, následně spolu s pracovníkem FF na jeho návrh až do 14.20 prohledávali prostory knihovny a toalety a poté podle zaměstnance knihovny odešli „neznámo kam“. Ve 14.30 pak na studijní oddělení přišel neuniformovaný kriminalista, který se ptal na rozvrh hodin pachatele.
Přibližně ve 13.45 získala policie informaci, že podezřelý se má od 14 hodin účastnit přednášky v budově FF UK v Celetné ulici (budovy jsou od sebe vzdálené cca 700 m). Policie se proto zaměřila na tuto adresu, kam se kromě pořádkové policie dostavili i kriminalisté a zásahová jednotka. Policie provedla vyklizení budovy v Celetné ve 14.22. Vyklizení hlavní budovy filozofické fakulty na náměstí Jana Palacha nebylo nařízeno, vedení univerzity nebylo informováno o případné hrozbě pro tuto budovu a někteří evakuovaní z Celetné tak zamířili právě sem. Policejní hlídka byla z budovy na náměstí Jana Palacha v době před začátkem střelby odvolána.
Krátce po 14. hodině si pachatel zapnul mobilní telefon, ve 14.38 pak policie na základě jeho lokalizace došla k závěru, že se pohybuje v Pařížské ulici, kam byla následně vyslána zásahová jednotka. Další informace hovořila o tom, že lokalizace mobilního telefonu ukazovala do Revoluční ulice (cca 300 m od budovy v Celetné a cca 1 km od budovy na náměstí Jana Palacha), ale směr jeho pohybu nemohl být zjištěn.
Ve 14.45 byl kvestor UK informován o přítomnosti policie na Ovocném trhu 5, kde se nachází sídlo Univerzity Karlovy Karolinum. Ve 14.50 mu byla policií doporučena evakuace budovy na Ovocném trhu.
Přibližně ve 14.55 zahájil pachatel svůj útok v sídle fakulty, a to v učebně č. 423, kde se nacházelo 20 studentů a vyučující – z nich devět osob usmrtil přímo a dalším dvanácti způsobil těžká zranění.
Ve 14.57 policie přijala první tísňové volání, další oznámení o střelbě v budově sídla FF UK pak od několika studentů přijala ve 14.59. Policie je instruovala, ať se zabarikádují v místnostech, což zřejmě zachránilo například osoby v učebně č. 417, kam se pachatel pokoušel dostat kolem 15. hodiny
V 15.05 dorazily k sídlu FF UK policejní jednotky. Zásah jim komplikoval fakt, že střelba ve 4. patře nebyla slyšet a že toto poschodí není přímo přístupné z centrálního schodiště.
V 15.11 již byl pachatel na střešní terase a střílel i po osobách na náměstí a v přilehlé ulici, včetně lidí, které policie poslala ven z budovy. Celé okolí budovy bylo uzavřeno včetně stanice metra Staroměstská. Když policisté pronikli na ochoz a začali se ke střelci přibližovat, sám v 15.19 spáchal sebevraždu zastřelením, pravděpodobně brokovnicí Francolin Guardian. V 15.20 jeho tělo nalezli policisté a policejní operační středisko dostalo zprávu, že aktivní střelec byl eliminován. Jeho smrt byla veřejně potvrzena v 15.59.
Mezitím v 15:30 nechal operační důstojník vyklidit Mánesův most, evakuovaná budova FF UK byla podrobena pyrotechnické prohlídce, při které policie nalezla množství zbraní a munice. Zasedl také krizový štáb univerzity.
Záchranáři aktivovali traumatologický plán a vyslali na místo DVI Team, určený pro události hromadného neštěstí. Po 17. hodině byl traumaplán ukončen, na místě však z preventivních důvodů zůstal menší počet posádek.

## Oběti

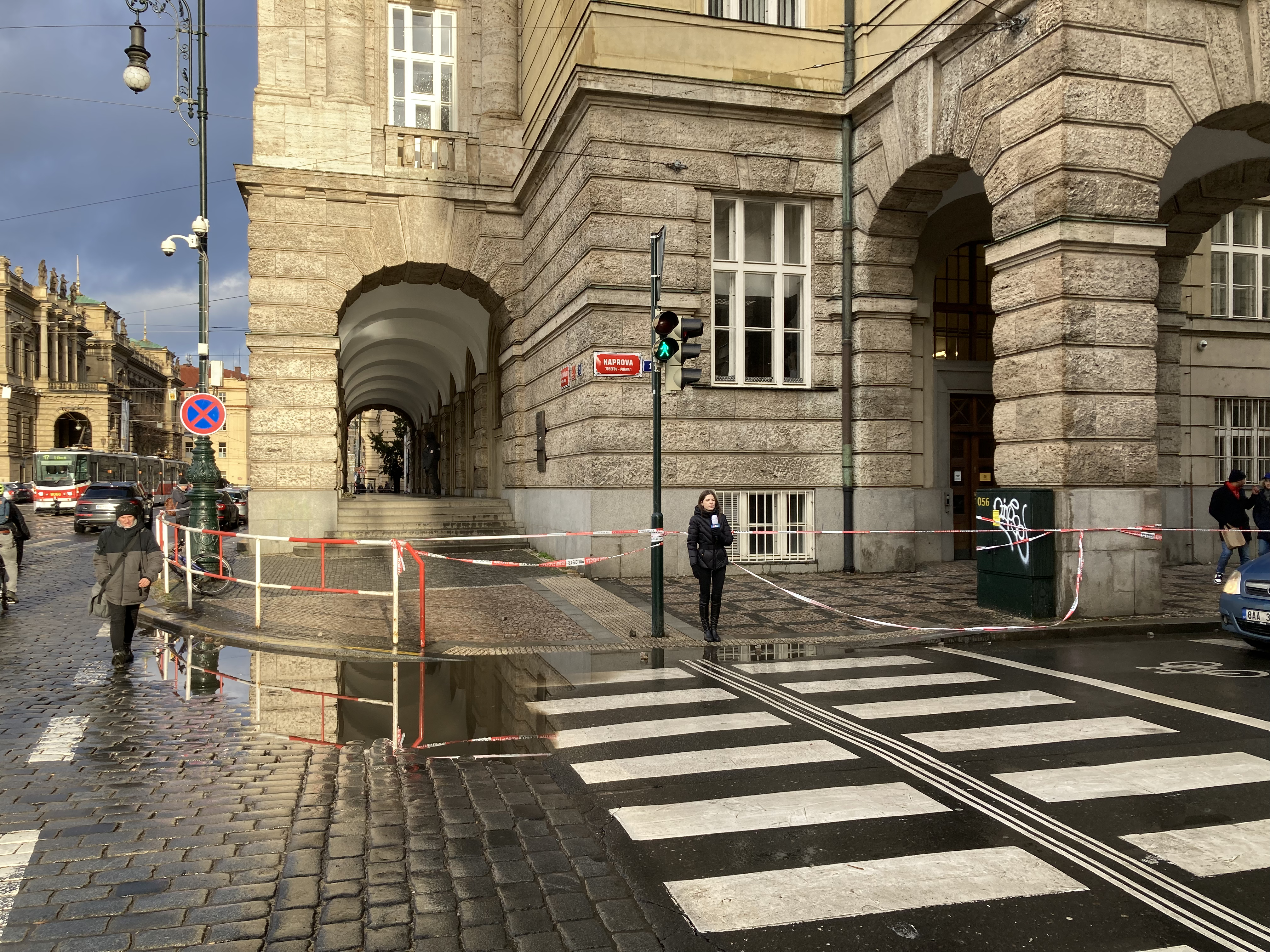
Budova FF UK den po střelbě zůstala stále uzavřena

Policejní prezident Martin Vondrášek na tiskové konferenci večer po události uvedl, že střelba měla celkem 14 obětí (13 lidí zemřelo přímo na místě činu a jeden později v nemocnici), 25 lidí bylo zraněných, z toho 10 těžce. Patnáctým zemřelým byl sám útočník. Někteří ze zraněných utrpěli zlomeniny a jiné úrazy po skocích či pádech z výšky, když se pokoušeli uniknout (právě pád z výšky zapříčinil jedno z úmrtí). Jedním případem hospitalizace byla zrychlená srdeční činnost. Mezi zraněnými byly dvě osoby ze Spojených arabských emirátů, které byly postřeleny při střelbě ze střešní terasy, a jedna z Nizozemska.
Mezi oběťmi střelby byli jak vyučující, tak i posluchači FF UK. 
| Univerzita Karlova na svém webu uvedla seznam 14 obětí střelby: - Eva Brožová - Jan Dlask - Ad Feynmann - Lucie Fríbertová - Lenka Hlávková - Klára Holcová - Adam Jurák - Magdalena Křístková - Sára Lidická - Agáta Michalová - Aneta Richterová - Tereza Skolková - Eliška Šimůnková - Lucie Špindlerová |
| |

- posluchačka Eva Brožová z Říčan u Prahy, absolventka Gymnázia Voděradská;
- Jan Dlask, odborný asistent oddělení finských studií na Ústavu germánských studií, překladatel, editor a autor odborných článků týkajících se finské literatury;[13]
- posluchač Ad Feynmann, o jehož úmrtí informovalo gymnázium Nový PORG Praha;[41]
- posluchačka Lucie Fríbertová ze Strakonic, absolventka Gymnázia Strakonice;[42][43]
- Lenka Hlávková, ředitelka Ústavu hudební vědy a badatelka středověké hudby;[44]
- posluchačka Klára Holcová, absolventka Arcibiskupského gymnázia v Praze, studující archivnictví a bohemistiku, koulařka a medailistka; k jejímu úmrtí kondoloval Český atletický svaz;[45][46]
- stážista Adam Jurák ze Suchdola nad Lužnicí, studující slavistiku a translatologii na Vídeňské univerzitě, který svému těžkému zranění podlehl v nemocnici druhý den po střelbě;[47][48][49]
- posluchačka Magdaléna Křístková, studující 1. ročník češtiny v komunikaci neslyšících, absolventka Lauderova gymnázia, členka evangelického sboru v Roztokách u Prahy;[50][51]
- posluchačka Sára Lidická;[52]
- posluchačka Agáta Michalová, absolventka gymnázia v Českých Budějovicích;
- posluchačka Aneta Richterová z Litíče, absolventka Gymnázia Jaroměř;[50][53][54]
- posluchačka Tereza Skolková z Blatné, absolventka Gymnázia v Písku;[55][56][57]
- posluchačka Eliška Šimůnková z Čelákovic, absolventka gymnázia v Čelákovicích, studující komunikaci a řeč neslyšících;
- posluchačka Lucie Špindlerová, absolventka Gymnázia Budějovická, studentka 1. ročníku češtiny v komunikaci neslyšících a korektorka v redakci Lidových novin.[58][13]

Poslanec Jan Richter (ANO) ve svém projevu v poslanecké sněmovně 11. ledna 2024 řekl, že mezi postřelenými byla jeho dcera a stále leží v nemocnici. Postřelena byla také studentka Eliška K.
Řadu lidí, kteří se na místě v době útoku nacházeli, postihla posttraumatická stresová porucha (PTSP). Zasahující policisté i studenti pak pro pořad Reportéři ČT popsali, že se potýkali s problémy se spánkem a dalšími příznaky PTSP. Na místo události byli právě pro pomoc traumatizovaným vyslány týmy psychologů a policejních interventů.

## Pachatel

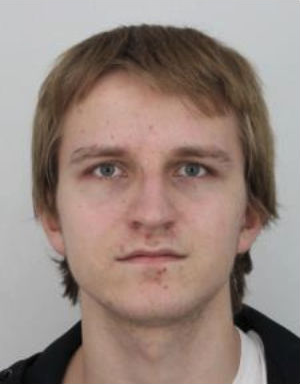
David Kozák

Pachatelem střelby na Filozofické fakultě Univerzity Karlovy byl posluchač této fakulty, 24letý David Kozák, považovaný za premianta. Po ukončení Malostranského gymnázia na fakultě studoval dějiny se zaměřením na polskou historii. V červnu 2022 obhájil bakalářskou práci „Problematika antagonismu haličského rolnického a krakovského povstání v roce 1846“, za kterou v dubnu 2023 obdržel od Polského institutu v Praze cenu Mariana Szyjkowského v kategorii nejlepší bakalářské práce. Podle svého dědečka plánoval studijní pobyt v Polsku.
Kozák se měl v minulosti léčit s psychickými problémy, o svých sebevražedných úmyslech a o své vášni ke zbraním se zmiňoval ve zprávách své blízké kamarádce. Ta mu na podzim 2022 zařídila sezení u psychologa a také u psychiatra, kterému se podle policie svěřil s vražednými i sebevražednými sklony. Psychiatr mu předepsal lék Rivotril a tato informace byla uvedena v lékovém záznamu, po čtyřech sezeních však Kozák přestal k psychiatrovi docházet. Na jeho žádost také prošel dne 20. prosince 2022 psychologickým vyšetřením. Znalci z oblasti forenzní psychologie a psychiatrie později došli ve svých posudcích k závěru, že Kozák měl schizoidní povahu s narcistními a disociálními rysy, nicméně netrpěl žádnou duševní poruchou, která by narušovala vnímání reality. Týž závěr uvedla v dubnu 2024 dozorující státní zástupkyně, totiž že pachatel žádnou psychickou nemocí netrpěl, přestože využíval služeb psychiatra. Byl však fascinován násilím a byl konzumentem „bizarní a násilné“ pornografie, ale se svými myšlenkami se nikomu nesvěřoval.
K získání zbrojního průkazu je potřebná lékařská prohlídka prováděná praktickým lékařem. Ten by měl být o případných problémech zpraven odborným lékařem (tzn. v tomto případě psychiatrem) – protože však Kozák odmítl psychiatrovi sdělit jméno svého praktického lékaře, ten tuto informaci nemohl předat dál. Praktický lékař tudíž o psychických problémech nevěděl a mohl se o nich dozvědět leda nepřímo z lékového záznamu pacienta, neměl však povinnost tento registr kontrolovat. Kladný lékařský posudek pro získání zbrojního průkazu tak Kozák získal v březnu 2023, načež 10. května 2023 úspěšně složil potřebné zkoušky a posléze získal zbrojní průkaz kategorie B (pro sportovní účely) a E (k ochraně zdraví, života a majetku). Poté si mohl na své jméno začít legálně kupovat palné zbraně, nakonec měl zaregistrováno osm zbraní, dvě z nich dlouhé, včetně samonabíjecí pušky s výkonnou optikou a samonabíjecího modelu pistole vz. 61 Škorpion. Sedm z těchto zbraní si pořídil během krátké doby na jaře 2023. Na nákup zbraní získal peníze z pravidelného příjmu z práce na letišti Václava Havla, za promoci od rodiny a ze stavební spořitelny. Celkem se mělo jednat o milion korun.
Policie zjistila, že pachatel se na svůj čin připravoval delší dobu. V září 2023 na svém počítači procházel rozvrhy hodin, které se konaly ve čtvrtek v místnostech ve čtvrtém patře budovy na Palachově náměstí. Studoval plány budovy FF UK a jednotlivých tříd na fakultě, program přednášek a seminářů, systematicky si poznamenával nejen kapacitu místností, ale zjišťoval i to, kolik studentů tam chodí na jednotlivé předměty. Své kamarádce pak v listopadu 2023 psal, že posiluje, protože „... za měsíc až dva bude potřebovat odnosit najednou solidní náklad“. K tomu si koupil posilovací nářadí. Na internetu hledal zbraně a doplňky, našel si tam několik videí s odstřelovacími kurzy, asi tři měsíce před útokem navštívil kurz obrany domova (zaměřený na taktický postup jednotlivce v objektech s krátkou zbraní s cílem objekt propátrat) v areálu bývalé průmyslové zóny Poldi Kladno. V listopadu 2023 pak navštěvoval střelecké kurzy v Solenicích. Údajně se také dostal do konfliktu na svém pracovišti na Letišti Václava Havla v Praze, když tam donesl zbraň.
Samotný útok byl proveden legálně drženými zbraněmi, a to pistolí Glock, pistolí SIG Sauer, moderní verzí americké pušky AR-10 a brokovnicí Francolin Guardian (sebevražda), přičemž zbraně i střelivo si pachatel přinesl do budovy ve velkém kufru na kolečkách.
V dopise pro policii Kozák napsal, že zbraně si koupil, aby mohl vraždit, a že složit zkoušku na zbrojní průkaz bylo velmi jednoduché. Dále vyslovil přání, aby jeho popel nebyl uložen v rodinné hrobce, ale aby byl rozptýlen neznámo kde, a on tak zcela zmizel ze světa (v obálce dokonce zanechal peníze na kremaci). Dopis v srpnu 2024 zveřejnil Ekonomický deník.

### Vražda v Klánovicích
Střelba v budově FF UK zpočátku nebyla spojována s dvojnásobnou vraždou v Klánovicích, ke které došlo několik dní předtím. Na odpolední tiskové konferenci v den útoku sice ministr vnitra Vít Rakušan uvedl, že souvislost se potvrdit nedala, na večerní tiskové konferenci už však policejní prezident Martin Vondrášek potvrdil, že toto možné propojení policie prověřuje na základě nálezů v rodinném domě pachatelova otce. Následující den bylo balistickou expertizou potvrzeno, že zbraň použitá při střelbě v lese se našla v domě střelce a že šlo o jedinou osobu.
Dne 27. prosince 2023 policejní mluvčí oznámil Novinkám.cz, že předchozí týden byl při ohledání místa činu nalezen dopis na rozloučenou, ve kterém se vrah ke klánovické vraždě přiznává. Informaci o dopisu na rozloučenou přinesl toho dne jako první Deník N, jemuž ji potvrdil mluvčí policie. Podle oddělení vražd pražské policie byl pachatel mezi podezřelými z vražd v Klánovickém lese a ještě před útokem na Filozofické fakultě začali policisté pátrat v jeho blízkém okolí.

### Údajná spojitost s útokem v Rusku
Policejní prezident Vondrášek 22. prosince zmínil, že se pachatel inspiroval nedávným útokem v Rusku. Novináři usoudili, že vycházel z údajného pachatelova rusky psaného kanálu na sociální síti Telegram, jehož autor odkazoval na střelbu na gymnáziu v ruském Brjansku dne 7. prosince 2023. Informaci o účtu na Telegramu zveřejnil i ministr vnitra Vít Rakušan a o textech z tohoto kanálu informovala řada médií. 
Novinář Ondřej Soukup, zabývající se Ruskem a postsovětskými státy, však po konzultaci s ruskými novináři Davidem Frenkelem a Timurem Olevským zveřejnil svůj závěr, že tento účet na Telegramu byl falešný. Vedl je k tomu údaj, že jeden příspěvek byl editován po smrti pachatele, a názor, že příspěvky psal rodilý mluvčí ruštiny hluboce ponořený do ruského mládežnického kontextu a s pravopisnými chybami typickými pro ruské žáky. Podle Soukupa si někdo nejspíš vedl deníček s příslušnou tematikou, kde si ulevoval, a když se doslechl o střelbě na FF UK, přejmenoval kanál na útočníkovo jméno a upravil první příspěvek na svém kanálu. Autorství útočníka zpochybnil i rozbor ruského nezávislého a investigativního portálu Agentstvo, který dospěl k názoru, že stejně falešný mohl být i účet psaný jménem studentky Aliny z Brjansku a že oba účty mohla vytvořit stejná osoba.

## Reakce

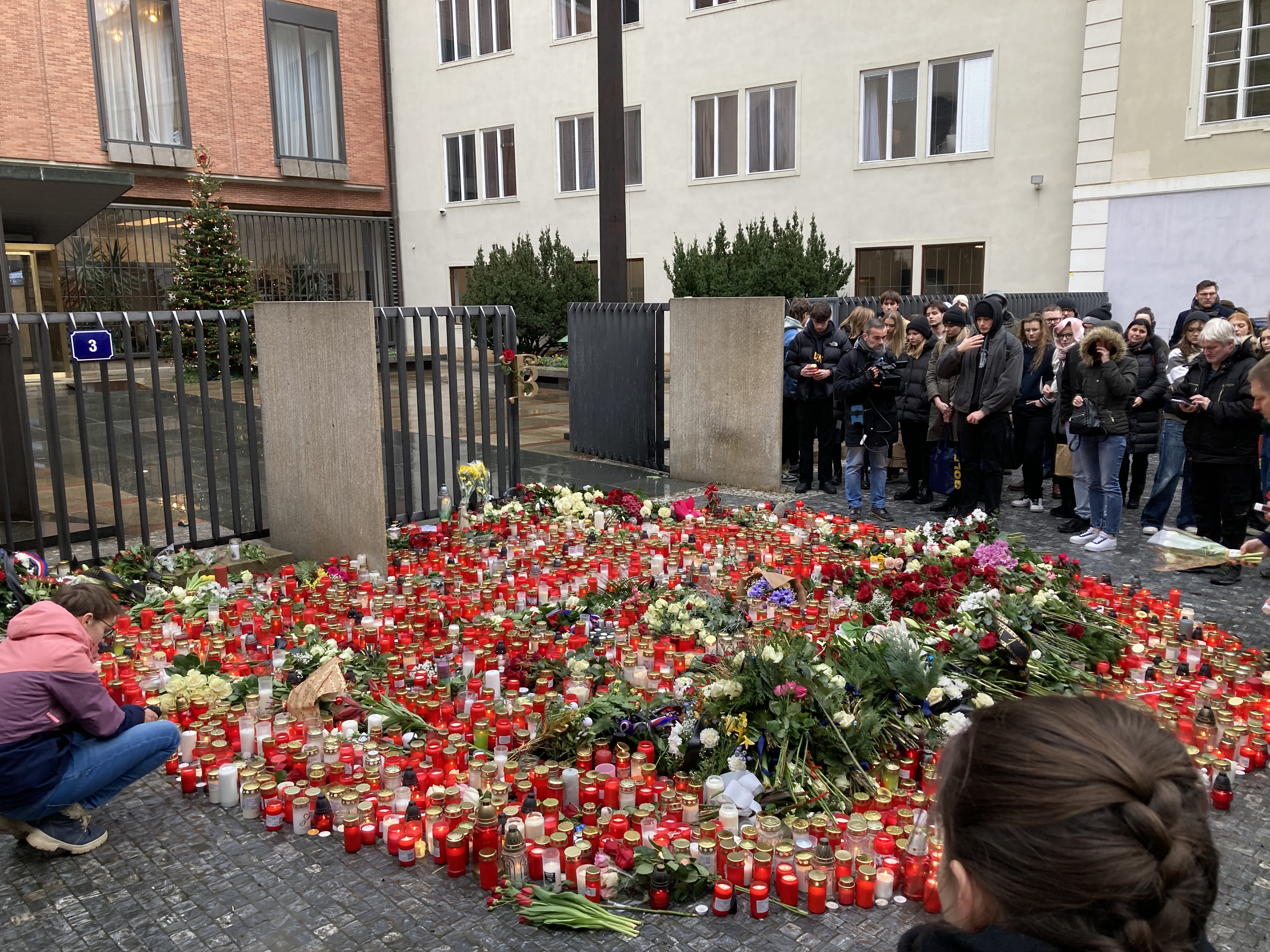
Pietní místo před Karolinem, historickým sídlem Univerzity Karlovy, den po střelbě

Filozofická fakulta nabídla po tragédii svým studentům a pedagogickému sboru psychologickou pomoc, zrušila výuku až do konce semestru, tedy do 12. ledna 2024, a zkoušky ve zkouškovém období učinila výhradně dobrovolnými. Budova na náměstí Jana Palacha zůstala nejméně do konce ledna 2024 uzavřená. Fakulta připravila úpravu studijního a zkušebního řádu umožňující prodloužení maximální doby studia o půl roku, odpuštění poplatků za delší studium nebo možnost rozložit studijní ročník do dvou let.
Večer po útoku Nadační fond Univerzity Karlovy (NF UK) vyhlásil humanitární online sbírku Darujme.cz na pomoc zasaženým touto tragédií. Podobná sbírka byla zveřejněna i na webu Znesnáze21. Den po tragédii 25 tisíc lidí darovalo celkem více než 31 milionů korun. K 9. lednu částka vybraná ve sbírce NF UK již přesahovala 50 milionů korun. K 17. lednu 2024 bylo ve sbírce NF UK vybráno přes 51,5 milionu korun, v projektu Znesnáze21 více než 7 milionů. K finanční pomoci vyzvala také Masarykova univerzita, jež k 22. lednu 2024 shromáždila necelý milion.
Měsíc po události děkanka FF UK Eva Lehečková uvedla, že v jejím důsledku vznikly škody v hodnotě zhruba 10 milionů korun. Zničeno bylo mimo jiné bezmála 140 dveří. Na část škody se vázala pojistka, o části škola jednala s ministerstvem vnitra s ohledem na policejní zásah a část přislíbilo uhradit ministerstvo školství. Podle odhadu děkanky by mělo být možné opravit první tři patra budovy do začátku letního semestru 19. února 2024, čtvrté patro by mělo být uzavřené do září téhož roku.

### Politické reakce
Prezident republiky Petr Pavel se k události vyjádřil na sociální síti X krátce po činu a urychleně se vrátil ze služební cesty z Francie. Předseda vlády Petr Fiala odsoudil střelbu a vyjádřil soustrast pozůstalým. Ministr vnitra Vít Rakušan čin odsoudil a zdůraznil, že pachateli nemá být poskytována mediální publicita a pozornost, přičemž apeloval na občany, aby nešířili fámy a dezinformace, ale pouze informace ověřené policií.
Na 21. hodinu večerní byla svolána mimořádná schůze Vlády České republiky s účastí prezidenta Petra Pavla, předsedkyně Poslanecké sněmovny Markéty Pekarové Adamové a ředitele BIS. Na následné společné tiskové konferenci prezidenta Pavla, premiéra Fialy a ministra vnitra Rakušana bylo oznámeno, že vláda vyhlásila státní smutek na sobotu 23. prosince.
Ze zahraničí zaslali projevy účasti například polský prezident Andrzej Duda, slovenská prezidentka Zuzana Čaputová a premiér Robert Fico, rakouský prezident Alexander Van der Bellen, britský král Karel III. s chotí, ukrajinský prezident Volodymyr Zelenskyj, kanadský premiér Justin Trudeau nebo německý prezident Frank-Walter Steinmeier a kancléř Olaf Scholz. Kondolence vyjádřil i prezident USA Joe Biden s tím, že Spojené státy jsou připraveny poskytnout Česku v případě potřeby podporu. Soustrastný telegram zaslal také papež František.

### Uctění obětí
Několik měst zrušilo či upravilo adventní akce, některé televizní stanice změnily program. Před Karolinem na Ovocném trhu bylo vytvořeno pietní místo, kde se hned v pátek 22. prosince 2023 dopoledne shromáždila akademická obec v čele s rektorkou, aby vyjádřila úctu obětem. Lidé začali spontánně nosit svíčky také před hlavní budovu Filozofické fakulty a ještě týž den večer proběhla v kostele Nejsvětějšího Salvátora ekumenická modlitba pod vedením Tomáše Halíka.
V sobotu 23. prosince, v den státního smutku, se konaly po celé České republice další bohoslužby a modlitby k uctění obětí této tragédie. Největší z nich se konala v pražské katedrále sv. Víta za hojné účasti akademické obce v čele s rektorkou Univerzity Karlovy a děkankou Filozofické fakulty, a dalších osobností veřejného života včetně prezidenta republiky, předsedů obou komor parlamentu či pražského primátora. Během této mše za oběti byly na oltář položeny bílé růže, jedna za každou oběť a jedna i „za toho, který se nechal zlem tak ovládnout a tak zmanipulovat, že se stal nástrojem příšerné smrti,“ jak v kázání uvedl arcibiskup Jan Graubner a vysvětlil: „Chceme tím vyjádřit víru, že láska musí nakonec vždycky zvítězit.“ V poledne se držela minuta ticha, rozezněly se kostelní zvony (včetně největšího zvonu Zikmund) a hasiči vyjeli s technikou před stanice. Ztišení za oběti střelby se odpoledne konalo i v evangelickém kostele sv. Martina ve zdi pod vedením Pavla Pokorného. Masarykova univerzita zaštítila zádušní mši v brněnské katedrále sv. Petra a Pavla, jíž se zúčastnil i předseda vlády. V rámci programu Rybovka na Hlaváku zazněla kromě České mše vánoční Jakuba Jana Ryby navíc i Lacrimosa z Mozartova Requiem a Modlitba pro Martu. Panychida (zádušní bohoslužba) za oběti se konala po liturgii v neděli 24. prosince 2023 také v pravoslavném katedrálním chrámu sv. Cyrila a Metoděje v pražské Resslově ulici.
Ministr vnitra Rakušan 27. prosince 2023 zveřejnil výzvu, aby města a obce i občané upustili při silvestrovských oslavách od odpalování zábavní pyrotechniky. Výzvu podpořila i ředitelka Sdružení místních samospráv ČR Jana Přecechtělová, předseda Svazu měst a obcí ČR František Lukl uvedl, že rozhodnutí je na vedení jednotlivých radnic, ačkoli jako starosta Kyjova návrh podpořil. Tuto výzvu některá města vyslyšela, např. Olomouc, Karviná, Vítkov, Náchod, Ústí nad Orlicí, Jindřichův Hradec, jiná města jako Ostrava, Zlín, Plzeň, Ústí nad Labem, Svitavy či Chrudim plánované ohňostroje nezrušila, stejně tak např. Kolín, který však vyzval občany, aby sami pyrotechniku neodpalovali.
Česká filharmonie změnila program svého novoročního koncertu a místo slavnostního pochodu Josefa Suka V nový život zařadila Nokturno H dur Antonína Dvořáka. Tradiční novoroční ekumenická bohoslužba organizovaná Ekumenickou radou církví byla též věnována památce obětí útoku a jejich blízkým. Konala se v Husově sboru CČSH na Vinohradech.
Ve čtvrtek 4. ledna 2024 pak studenti uspořádali pietní průvod z Ovocného trhu na náměstí Jana Palacha, kde účastníci vytvořili lidský řetěz a symbolicky objali budovu fakulty. Na památku čtrnácti obětí se přitom po dobu čtrnácti minut rozezněly zvony. Na náměstí před Rudolfinem pak byl zapálen pietní oheň, který hořel po celý leden v rámci akce Měsíc pro fakultu.
Patnáctičlenná skupina studentů z Vysoké školy uměleckoprůmyslové ze svíček přinesených před budovu FF a Karolina, posbíraných do asi 150 pytlů, vytvořila měsíc po události instalaci v podobě „společné krajiny“.
V pátek 26. ledna 2024 uspořádala Lenka Šimůnková (matka zavražděné Elišky Šimůnkové, které by v ten den bylo 21 let) rozlučkový happening na náměstí, který byl zaměřen na LGBT komunitu.

## Vyšetřování a kontroverze
Při zákroku zasahovalo až 230 policistů. Policejní prezident Martin Vondrášek prohlásil, že „... nebýt rychlého zákroku PČR, tak by obětí bylo uvnitř objektu násobně více.“
Z policie unikl ještě téhož dne interní záznam sledu událostí a komunikace mezi policisty, policejní prezidium potvrdilo jeho pravost a pracovnici, která záznam vynesla, propustila.
Dne 27. prosince 2023 oznámila Generální inspekce bezpečnostních sborů (GIBS), že analyzuje veškeré informace a vyhodnocuje podněty, které dostává od veřejnosti.
Samotný zákrok v budově FF UK hodnotí většina expertů jako dobře zvládnutý.Ministr vnitra Rakušan krátce po události pochválil policii za kvalitní práci. Policejní útvar vnitřní kontroly po vnitřním šetření 9. ledna 2024 oznámil, že postup byl v souladu s vnitřními předpisy, nebyl laxní ani nedbalý. Úřad vnitřní kontroly nicméně doporučil, aby policie zlepšila krizovou komunikaci se zástupci institucí, které by se mohly stát cílem podobného útoku.

### Spory opostup policie
Někteří přeživší a pozůstalí, stejně tak i jiné osoby, již v průběhu incidentu začali kritizovat jak postup policie během pátrání po pachateli a její rozhodnutí nevyklidit sídlo FF UK na náměstí Jana Palacha, tak i reakci ministra vnitra a vedení policie.
Policie byla kritizována za svůj postup v době od nalezení zastřeleného Kozákova otce do začátku střelby na fakultě. Zároveň jí je dáváno za vinu špatné informování až mlžení ohledně faktu, že hledali pachatele vraždy a nikoliv sebevraha – nicméně policejní prezident Vondrášek vysvětlil, že pravdivé jsou podle obě verze, tj. že policisté hledali sebevraha a zároveň i vraha. Obdobně i ředitel pražské policie Petr Matějček původně prohlásil, že policie až do útoku na FF UK pracovala s verzí, že pachatel „jede do Prahy spáchat sebevraždu“, čímž byl vytvořen dojem, že středočeská policie nepředala do pražské centrály dostatek informací.
Na základě nových informací pak ředitel Matějček sdělil, že kolem 13.20 policie zjistila, že „osoba má na sebe legálně držené zbraně, a to ve velkém počtu, jedna zbraň, která mezi tím byla, byla typově stejná jako zbraň použitá v Klánovickém lese. Neměl jsem to prokázáno, ale jsem policista a cvakne mi, že to může souviset s Klánovickým lesem. Bylo to tam a byla to další indicie. Dále jsme tedy hlásili, že je nebezpečný, vysoce nebezpečný.“ Ministr vnitra Rakušan ještě v červnu 2024 při rozhovorech v médiích tvrdil, že policie zjistila až v 16 hodin, tedy po střelbě na fakultě, že pachatel zavraždil svého otce, ale podle zveřejněných policejním záznamů to policie věděla už ve 13.15.
Některá média poukázala na skutečnost, že pachatel do budovy dorazil ve 13.23 a na útok se připravoval na toaletách ve 4. patře. Šest policistů, kteří do budovy vešli krátce poté, prohledalo jen přízemí budovy a nahlédli do prvního patra, proděkanům v budově sdělili, že se k FF UK asi blíží psychicky narušený a nebezpečný student, který může být ozbrojen a hrozí riziko jeho vniknutí do budovy. Informace, že někteří studenti viděli pachatele chodit po budově FF UK už hodinu před útokem, se dostala do médií v dubnu 2024, ale vedení policie se k této informaci odmítlo vyjádřit. Podle představitelů FF UK si policisté mohli nechat přehrát kamerový záznam a zjistili by, že pachatel vešel do budovy jen několik desítek vteřin před nimi, ale této možnosti policie nevyužila, stejně tak nevyužili možnost kontaktovat vedení fakulty, přestože je zaměstnanci informovali o právě probíhající schůzi kolegia děkanky v 1. patře budovy. Policisté nenařídili evakuaci této konkrétní budovy a ještě před střelbou z ní byli odvoláni k pravděpodobnějšímu cíli v Celetné, namísto aby na místě zůstali z preventivních důvodů.
Za sporný byl v některých médiích označen moment, kdy střelec nejméně pět minut chodil s dlouhou ruční zbraní na ochozu u střechy budovy a střílel po lidech na ulici, policisté s krátkými palnými zbraněmi však neměli šanci na vzdálenost několika desítek metrů proti němu z ulice jakkoliv zasáhnout. 
V době útoku se v budově nacházel bývalý ministr zahraničí Lubomír Zaorálek, který si stěžoval, že nikdo z jeho posluchárny ve třetím patře nebyl během útoku varován. V budově přednášel také v exilu žijící ruský politolog a publicista Sergej Medveděv, který se během útoku se svými studenty zabarikádoval v posluchárně.
Advokátka a senátorka Hana Kordová Marvanová, která zastupovala některé pozůstalé a má proto přístup k celému spisu, prohlásila, že o některých věcech policie neříkala pravdu nebo dávala neúplné informace. Podle ní nelze ani určit, kdo policejnímu zásahu vlastně velel.
Bývalý elitní detektiv Karel Tichý vyslovil názor, že policejní zásah by měla prošetřit GIBS a v případě pochybení „je to na zvážení politické odpovědnosti ministra vnitra nebo policejního prezidenta“, protože „celá policie měla být koordinována přes operační a policejní prezidium a všechno mělo být vzhůru nohama.“

### Politické souvislosti
Po střelbě na Filozofické fakultě se začalo mluvit o zpřísnění legislativy, která by znemožnila lidem s psychickými problémy vlastnit zbraně a mít zbrojní průkaz. O stejném problému probíhala veřejná debata už před osmi lety po střelbě v Uherském Brodě dne 24. února 2015, kdy muž s psychickými problémy zastřelil legálně vlastněnou zbraní 8 hostů a zaměstnanců restaurace a poté spáchal sebevraždu.
Ve čtvrtek 28. prosince 2023 poslanec SPD Jiří Kobza na Facebooku uvedl, že pachatel byl „produkt inkluzivního progresivistického školství“ a v podstatě naznačil, že fakulta takové střelce sama vychovává. Po kritice svůj příspěvek odstranil a hnutí SPD se od jeho výroků distancovalo. Univerzita se rozhodla na poslance podat trestní oznámení.
Začátkem února 2024 obdrželi členové Bezpečnostního výboru Poslanecké sněmovny padesátistránkovou zprávu vnitřní kontroly Policejního prezidia k průběhu zásahu na FF UK, nicméně ta byla z větší části začerněna. Členka výboru Jana Mračková Vildumetzová   (ANO 2011) označila postup policie a ministerstva vnitra za „nestandardní, netransparentní a necitlivý vůči všem, kterých se tragická událost dotkla“, načež dne 14. února 2024 vystoupilo hnutí ANO s požadavkem na zřízení sněmovní vyšetřovací komise. Ta byla Poslaneckou sněmovnou zřízena v červnu 2024.

### Červen 2024: hodnocení zásahu po půl roce

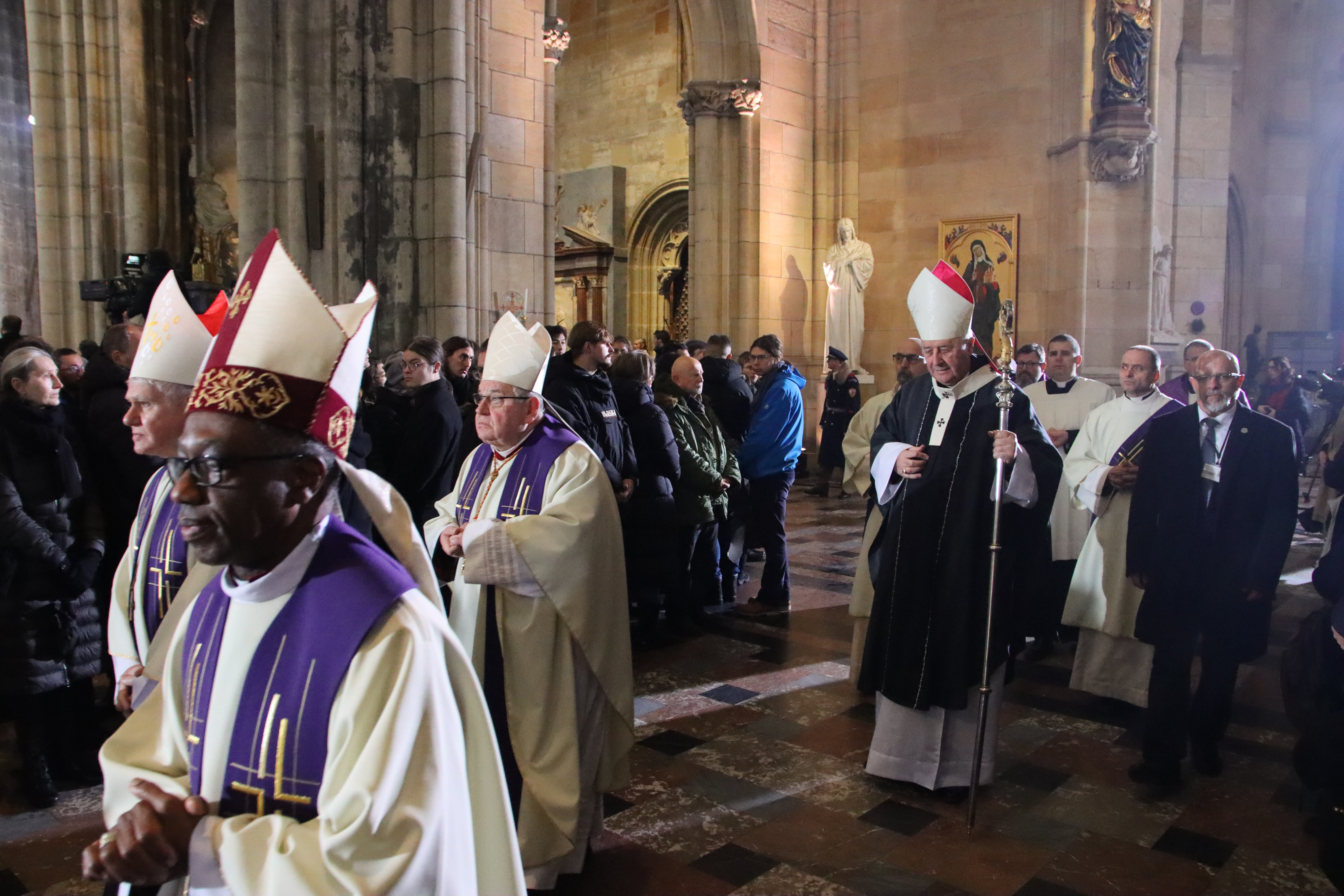
Rekviem v katedrále sv. Víta celebroval arcibiskup Jan Graubner

Ministr vnitra Rakušan opět zhodnotil tehdejší postup policie jako excelentní a odmítl výzvy opozice k rezignaci, protože dle svých slov za tuto „šílenou tragédii“ je zodpovědný pouze pachatel.
GIBS v neveřejné hodnotící zprávě identifikovala slabá místa zásahu a policii doporučila přijmout opatření a zlepšit se v několika oblastech. Mezi nimi jmenovala zjišťování a sdílení informací, komunikaci s dalšími subjekty a osobami mimo policii, změny v souvislosti se zbraňovou legislativou, zdokonalení ve věci lokalizace mobilních telefonů a také samotný zásah proti aktivnímu střelci. Policejní prezident Vondrášek uznal, že komunikace s vedením Filozofické fakulty „nebyla ideální“, ale upozornil, že podle šetření GIBS „objektivně těm následkům nešlo zabránit“. Zákrok policie nicméně označil za extrémně rychlý a odvážný, a účastnícím se policistům vyjádřil svůj obdiv a podporu.

Vzhledem k tomu, že pachatel činu spáchal sebevraždu a neexistuje možnost jej obvinit, policie po vyšetření případ odložila. Proti tomuto rozhodnutí podala Univerzita Karlova stížnost „s návrhem na úplné došetření všech souvislostí útoku i jemu předcházejících událostí“, protože „... se UK prostřednictvím svého právního zástupce nemohla podrobněji seznámit se spisem, ačkoli se jedná o skutečnosti, které se jí jako poškozené bezprostředně týkají“. Stejnou stížnost podala jménem části pozůstalých také advokátka Marvanová. 

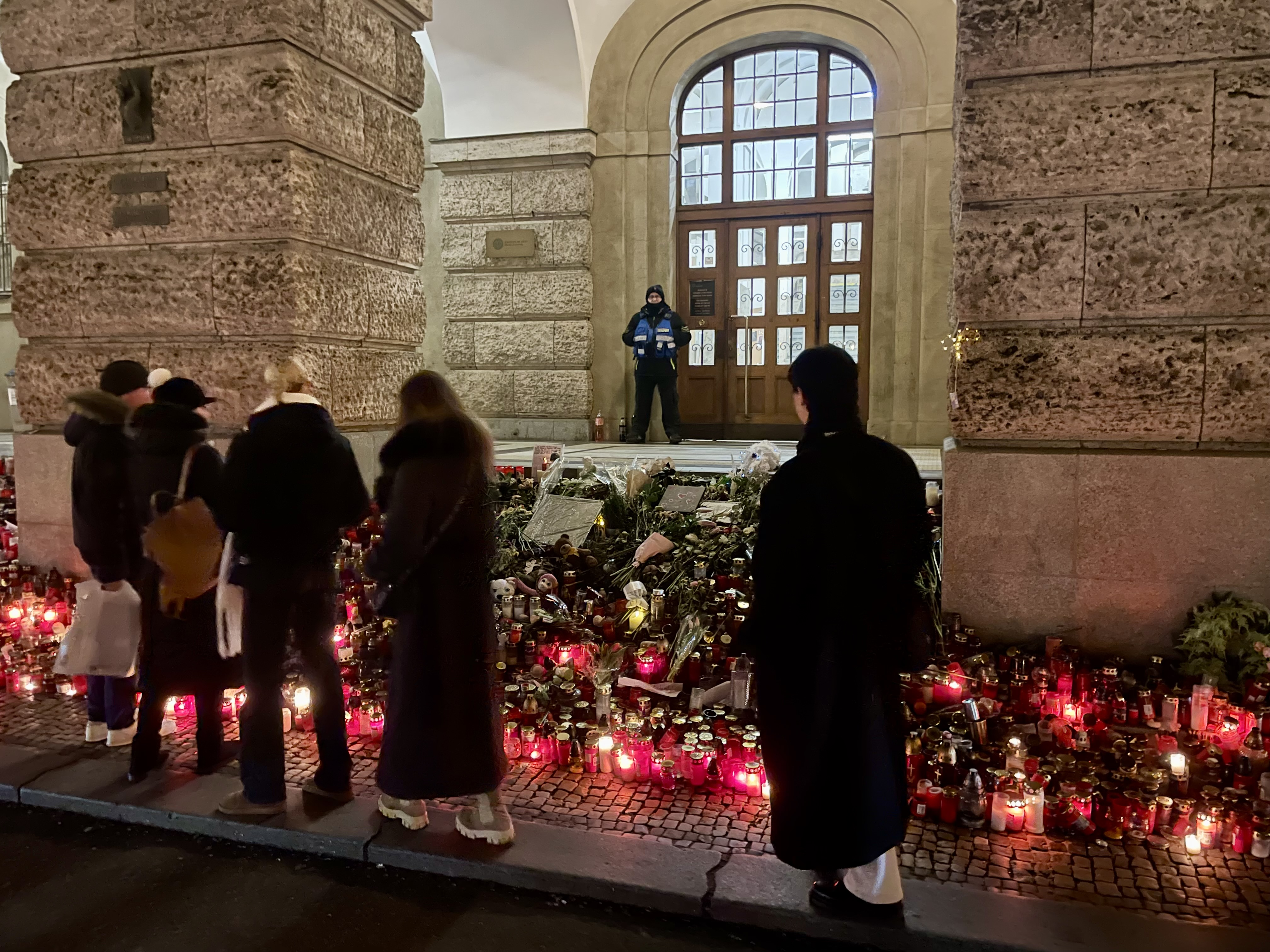
Uctění obětí střelby před budovou FF UK na náměstí Jana Palacha, kde se odehrála střelba. Budova zůstala uzavřena několik týdnů po incidentu.

### Kritika registru zbraní

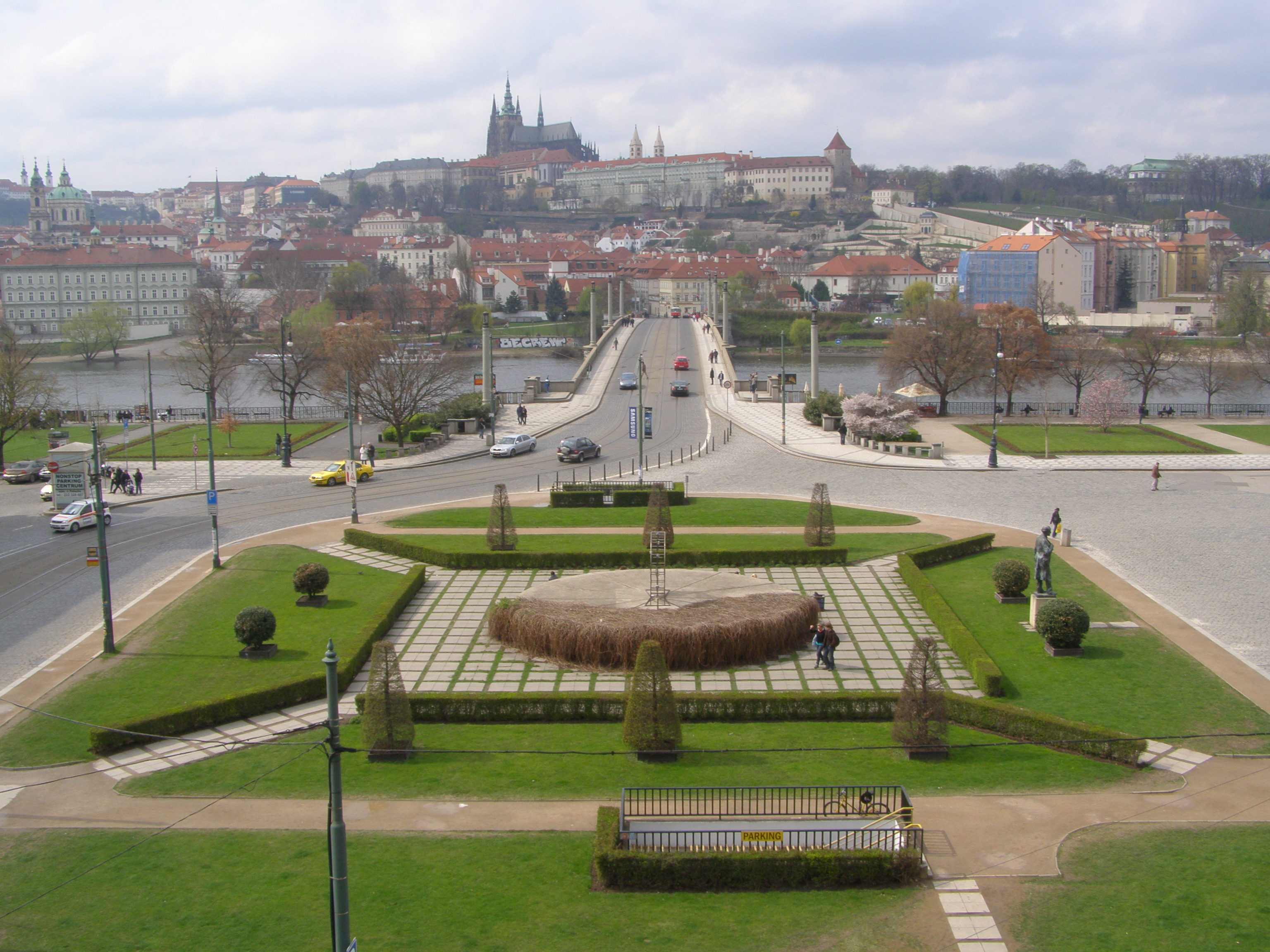
Pohled z Filozofické fakulty na náměstí Jana Palacha, v pozadí Mánesův most. Tímto směrem útočník střílel ze střešní terasy.

Právník Radek Ondruš, specializující se na problematiku střelných zbraní, připomněl, že při samotném nákupu zbraní se nedělají žádná psychologicko-psychiatrická vyšetření a podle něj „... poloautomatický kulomet lze dnes získat podobně snadno jako loveckou pušku.“ Vzhledem k tomu, že legálně koupené zbraně se musí zaregistrovat u policie, také vyjádřil údiv nad tím, že nikomu nepřišlo podezřelé, když si mladý člověk koupil rozsáhlý útočný arzenál.

Policie začala interně prošetřovat postup policistů z Centrálního registru zbraní a pražský policejní ředitel Matějček, který v tomto ohledu připustil možné pochybení, přislíbil prověřit, zda jde o systémovou chybu nebo selhání jednotlivce.“

### Kritika ministerského večírku
Na den, kdy došlo k útoku, mělo Ministerstvo práce a sociálních věcí ve svém sídle naplánovaný vánoční večírek, který byl zahájen ještě před incidentem. Účastnil se jej také osobně ministr Marian Jurečka, který z akce odešel na jednání vlády, a akce byla poté podle původního tvrzení ministerstva ukončena. Později ministr přiznal, že akce probíhala i nadále a že se na ni po vládním jednání vrátil. Jurečka se opakovaně omluvil za akci probíhající v době, kdy byly veřejně známy informace o tragické události, a za své chybné vyhodnocení situace. Kritiku však vyvolalo jak neukončení akce dříve, tak i údajné ministrovo lhaní či mlžení a jeho pozdní omluva. Média poté spekulovala o jeho případné rezignaci.

### Spory opublicitu

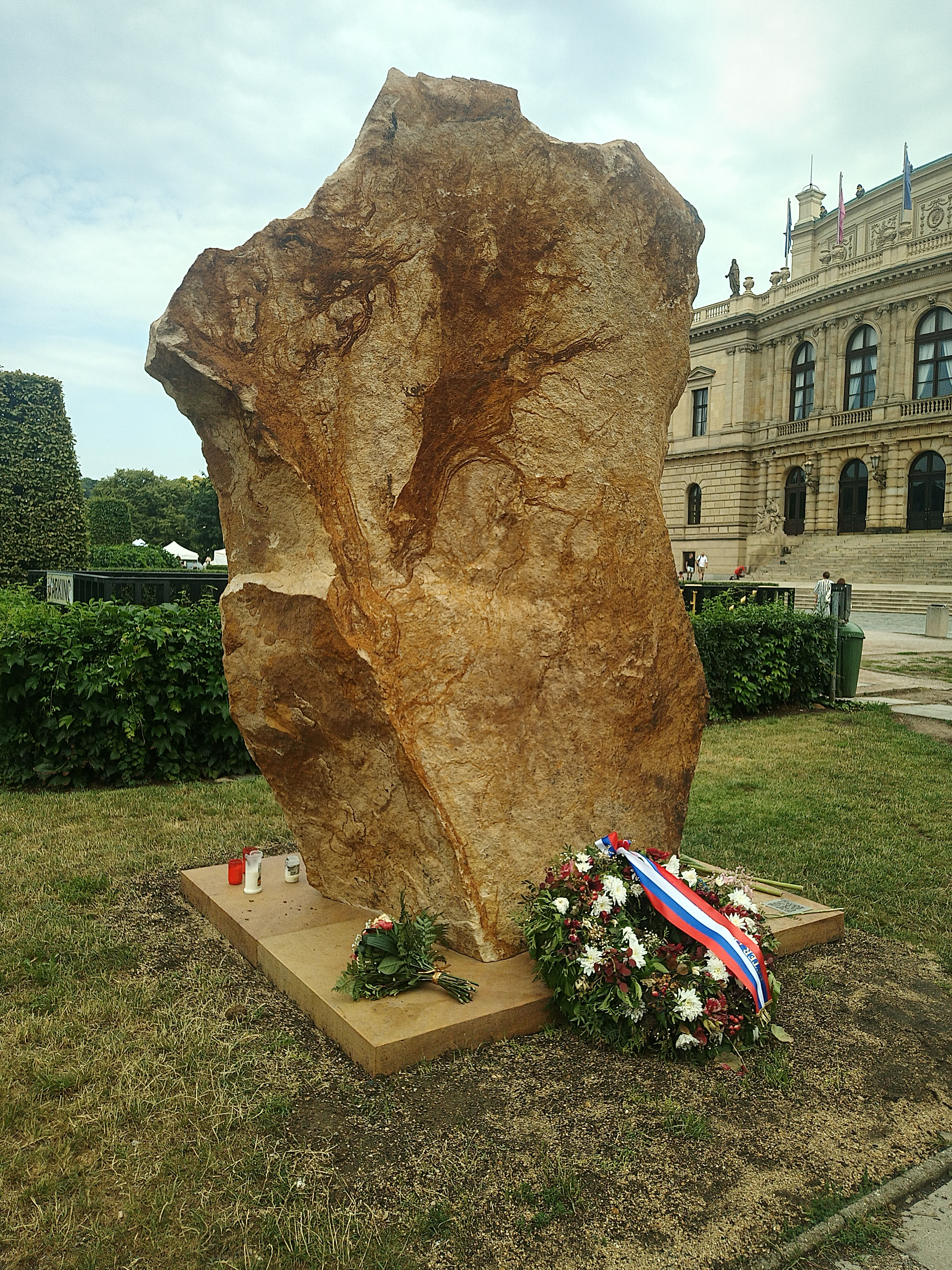
Památník umístěný na náměstí Jana Palacha v roce 2024.

Někteří studenti Institutu komunikačních studií a žurnalistiky Fakulty sociálních věd UK, k nimž se připojili i studenti dalších oborů, se v otevřeném dopise ozvali kvůli problematickému jednání některých sdělovacích prostředků. Kromě zveřejňování detailních popisů či snímků vyděšených studentů fakulty ještě v průběhu události kritizovali i zveřejnění útočníkovy identity. 
Novináře a novinářky vyzvala ke zdrženlivosti také vedoucí katedry žurnalistiky Alice Němcová Tejkalová. Některé postupy médií kritizoval Matěj Schneider ze serveru Voxpot, konkrétně např. uveřejňování záznamů či fotografií z místa činu v době, kdy ještě nebylo známo, zda byl pachatel eliminován, nebo odhalování jeho identity, uvádění jeho fotografií z incidentu na titulních stranách či publicita poskytnutá jeho domnělým prohlášením. Za některá pochybení Seznam Zpráv se záhy omluvil či je vysvětlil šéfredaktor Jiří Kubík.
Mediální etik Jan Motal upozornil na nebezpečí nakažlivosti masových útoků, inspiraci střelců minulými útoky, kterému napomáhá i extenzivní mediální pokrytí. Bývalý náčelník Vojenské policie a aktuálně příslušník Vojenské kanceláře prezidenta republiky Otakar Foltýn se přimluvil za co nejmenší medializaci osobního příběhu pachatele a prohlásil, že nejlepší prevencí proti hrozbě nápodoby je, že jeho jméno se zapomene a neštěkne po něm ani pes.
V době střelby byl na náměstí Jana Palacha přítomen také Jiří Forman, publicista zaměřující se na krimi zpravodajství, který stál v těsné blízkosti zasahujících policejních jednotek a útočníka nahrával, v jednu chvíli na něj i pokřikoval, podle vlastního tvrzení ve snaze upoutat jeho pozornost na sebe. Televizní stanice TV Nova a CNN Prima News i ČT24[zdroj?] ve svém zpravodajství zveřejnily neupravené záběry z místa činu, včetně střelce na ochozu budovy. Policie ČR v reakci několikrát požádala o nesdílení záběrů a fotografií z události i nezveřejňování jména pachatele a uvedla, že s jedním z nejšířenějších videí právě od Formana nemá nic společného. Formanovo angažmá i šíření jeho videa kritizovalo více novinářů, např. Jan Beránek z ČT, Zuzana Černá z pořadu Reportéři ČT nebo analytička Kateřina Mahdalová, která kritizovala jeho rizikové chování, jež mohlo ohrozit jeho i okolí, a dále jeho výroky, že podobné události se mohou v Česku kdykoli opakovat. Zpochybnila také rozhodnutí policie ponechat ho jako aktivního účastníka zásahu.
Policie se v 9 dnech následujících po útoku zabývala celkem 90 případy jeho schvalování nebo vyhrožování jeho napodobením apod. Ze skutků prokazatelně souvisejících s tímto konkrétním útokem se jednalo v 28 případech o schvalování trestného činu, v 11 o nebezpečné vyhrožování, v 7 o násilí proti skupině obyvatel a proti jednotlivci a v 6 případech o šíření poplašné zprávy, většinou ve spojitosti s vystupováním na sociálních sítích. Tři osoby policie převezla k psychiatrickému vyšetření. K 8. lednu 2024 pak mluvčí policejního prezidia Ondřej Moravčík uvedl, že policie řešila stovky dalších hlášení, přičemž 156 z nich bylo relevantních a v 88 bylo zahájeno trestní řízení. Obviněn byl např. muž vyhrožující vystřílením obce na Jindřichohradecku.
V anonymním e-mailu s podpisem truchlící studenti obdržely 18. ledna redakce některých českých médií jména a fotografie obětí střelby s žádostí o jejich zveřejnění. Vedení fakulty i univerzity se od zprávy distancovalo, policie ji označila za problematickou.

### Obvinění matkou oběti
Lenka Šimůnková (matka zavražděné Elišky) se odmítala smířit s faktem, že jediným viníkem smrti její dcery je střelec Kozák, a dlouhodobě kritizovala postup policie i následné vyšetřování s tím, že „viníkem je systém“.
Dne 20. června 2024 pak vyzvala k rezignaci ministra vnitra Rakušana, policejního prezidenta Vondráška a ředitele pražské policie Matějčka, které obvinila ze lhaní a nedostatku sebereflexe. Matějček totiž tvrdil, že policie hledala sebevraha, i když interní policejní informace hlídkám obsahovaly poznatky, že Kozák je podezřelý z vraždy svého otce, že je ozbrojen a že může zbraně použít kdykoliv. Policejní prezident Vondrášek v odpovědi na stížnost uvedl, že pravdivé jsou podle něj obě verze. Tedy, že policisté hledali sebevraha, a zároveň i vraha.
Šimůnková, která trpěla dlouhodobými psychickými problémy, v dubnu 2025 spáchala sebevraždu skokem do propasti Macocha.